# Draško Prodanović
Draško Prodanović (* 5. Januar 1947) ist ein bosnischer Basketballtrainer. Er verfügt auch über die Staatsangehörigkeit Frankreichs.

## Leben
Ab 1975 war er Assistenztrainer von Bogdan Tanjević bei KK Bosna Sarajevo und trug zum Gewinn der jugoslawischen Meisterschaft 1978 und 1980, zum Erreichen des Endspiels im Korać-Cup 1978 und zum Gewinn des Europapokals der Landesmeister 1979 bei. Er wurde 1980 Tanjevićs Nachfolger als Cheftrainer. 1980/81 erreichte er mit der Mannschaft im Europapokal der Landesmeister die Halbfinalrunde. 1981/82 war er ebenfalls Trainer der Mannschaft, zu der auch Emir Mutapčić gehörte. Prodanović blieb bis 1982 im Amt, sein Nachfolger als Sarajevos Trainer war Svetislav Pešić.
Von 1982 bis 1988 war Prodanović Cheftrainer von Željezničar Sarajevo, in der Spielzeit 1988/89 war er in Tuzla tätig.
In der Saison 1989/90 trainierte Prodanović abermals KK Bosna Sarajevo. 1990 war er Assistenztrainer der jugoslawischen Nationalmannschaft. Im Zeitraum 1991 bis 1993 hatte er das Amt des Cheftrainers bei der Nationalmannschaft Marokkos inne.
Er wechselte 1993 in den Trainerstab des französischen Erstligisten Limoges CSP, war dort erst Assistent von Božidar Maljković. Nach der Entlassung von Michel Gomez Ende Dezember 1997 übernahm Prodanović übergangsweise gemeinsam mit Frédéric Sarre die hauptverantwortliche Betreuung der Mannschaft Limoges’. In der Saison 1999/2000 gewann er mit Limoges als Assistent von Cheftrainer Duško Ivanović die französische Meisterschaft, den französischen Pokalwettbewerb und den Korać-Cup.
2001/02 war Prodanović wieder Trainer von KK Bosna Sarajevo. Im Spieljahr 2003/04 trainierte er Lukoil Akademik Sofia in Bulgarien.
Ab 2001 war er Nationaltrainer Bosnien und Herzegowinas. Er betreute die Auswahl des Landes bei der Europameisterschaft 2003. Seine Amtszeit endete im August 2003. Er arbeitete ebenfalls in Marokko als Trainer.
Zur Saison 2005/06 wurde Prodanović Assistenztrainer beim deutschen Bundesligisten RheinEnergie Köln. Mit seiner Erfahrung sollte er Saša Obradović unterstützen, der als Trainerneuling in der Verantwortung stand. In der ersten gemeinsamen Saison wurden sie mit Köln deutscher Meister, 2007 dann deutscher Pokalsieger. Prodanović sei „als Taktiker der Vater“ der Erfolge gewesen, äußerte Kölns Geschäftsführer und Sportlicher Leiter Stephan Baeck später. Prodanović war auch in die Jugendarbeit eingebunden. Als Obradović den Verein nach der Saison 2007/08 verließ, wurde Prodanović ins Cheftraineramt befördert. Im März 2009 wurde er in Köln entlassen, die Mannschaft lag zum Zeitpunkt der Trennung auf dem drittletzten Tabellenrang.
2010 wurde er Assistenztrainer von Matteo Boniciolli beim italienischen Erstligisten Lottomatica Rom. Sportdirektor in Rom war sein früherer Weggefährte Tanjević. Als Rom sich im Januar 2011 von Boniciolli trennte, wurde Prodanović als Interimscheftrainer eingesetzt.
Im Dezember 2014 wurde er Trainer des türkischen Vereins Istanbul Büyükşehir Belediyespor. Ende November 2015 kam es zur Trennung, nachdem es in der Saison 2015/16 bis dahin in sechs Spielen nur einen Sieg gegeben hatte.